# 社會原子論
社会原子论，简称原子论，是由古希腊哲学家德谟克利特和古罗马哲学家卢克莱修根據原子理論而提出的一种社会学理论。原子理論原本指的是宇宙中所有物质都是由不可分割的基本成分（原子）组成。後來這一概念借用到社会学领域，指的是个人（个体）是社会生活中的基本单位，社会由一群自利的、能自给自足的个人组成，个人就是社会的原子，並且所有的社会价值观、制度、发展都完全來自社会中的个人的利益和行动，因此在原子論中個人是唯一真正需要关注和分析的对象。